# John Gifford Bellett
John Gifford Bellett (19 juillet 1795 - 10 octobre 1864) est un écrivain et théologien chrétien irlandais, qui joue un rôle important dans le début du mouvement des Assemblées de Frères.

## Biographie
Bellett est né à Dublin, en Irlande. Il fait d'abord ses études au lycée d'Exeter, en Angleterre, puis au Trinity College de Dublin, où il excelle en lettres classiques, et enfin à Londres.
C'est à Dublin qu'en tant que laïc, il fait la connaissance de John Nelson Darby, alors ministre de l'Église d'Irlande établie, et en 1829, ils commencent à rencontrer d'autres personnes telles qu'Edward Cronin et Francis Hutchinson pour la communion et la prière.
Bellett devient chrétien pendant ses études et, en 1827, est laïc au service de l'Église. Dans une lettre à James McAllister écrite en 1858, il décrit le discours de William Magee, archevêque de Dublin, qui demande une plus grande protection de l'État pour l'Église. Le caractère érastien de cette position irrite particulièrement Darby, mais aussi beaucoup d'autres, dont Bellett.
Ils se retrouvent particulièrement sur des questions prophétiques et ils assistent ensemble à des réunions et des discussions au domicile de Lady Powerscourt. Bellett et Darby (ainsi que le mouvement des Frères en particulier) sont particulièrement associés au dispensationalisme et au prémillénarisme.
Bellett écrit de nombreux articles et ouvrages sur des sujets bibliques, ses œuvres les plus célèbres étant Les Patriarches, Les Évangélistes et La gloire morale du Seigneur Jésus Christ.

### Publications
- Les Patriaches
- Les Evangélistes
- Les cieux ouverts — Méditations sur l'épître aux Hébreux
- Courtes méditations sur les Psaumes
- La gloire morale du Seigneur Jésus Christ